# Эльза Джин
Сапфира Николь Хауэлл (англ. Sapphire Nicole Howell; род. 1 сентября 1996 года в Кантоне, Огайо, США), более известная под сценическим псевдонимом Эльза Джин (англ. Elsa Jean) — американская фотомодель и бывшая порноактриса.

## Биография
Окончила среднюю школу в 16 лет, после чего рано начала своё высшее образование в университете Джорджа Мейсона для того, чтобы стать помощницей хирурга. Но после того, как ей исполнилось 18 лет, решает бросить обучение.

### Карьера
Дебютировала в порноиндустрии летом 2015 года в возрасте 18 лет. Снималась для таких студий как Third Degree Films, Blacked, Brazzers, Diabolic Video, Digital Sin, Girlfriends Films, Kick Ass, Mile High, Mofos, Twistys и других.
В ноябре 2016 года стала Treat of the Month по версии порносайта Twistys. В 2017 году снялась вместе с Верой Дрейк в качестве модели Honey of the Month (август) для журнала Hustler. В январе 2018 года была включена в список «Грязная дюжина: Самые популярные порнозвёзды» журнала Fortune. В июне того же года стала Cherry of the Month порносайта Cherry Pimps, и в конце года была выбрана как Cherry of the Year. В июле 2019 года сайтом Playboy Plus названа «Музой месяца» (Muse of the Month).
В январе 2017 года выиграла награду XBIZ Award в категории «Лучшая сцена секса — виньетка» (за фильм All Natural Saints).
В конце апреля того же года победила в номинации «Новая старлетка года» премии XRCO Award. В конце января 2018 года Эльза, вместе с Адрией Рэй и Мелиссой Мур, получила награду AVN Awards в категории «Лучшая лесбийская групповая сцена» (за фильм Best New Starlets 2017). В интервью сайту Hot Movies от 13 апреля 2018 года Джин признавалась, что ей нравится сниматься в лесбийских сценах.
В начале октября 2018 года стала лауреатом премии NightMoves Award в категории «Наиболее недооценённая исполнительница» (выбор поклонников). В октябре 2019 года выиграла вторую премию NightMoves, на этот раз одержав победу в категории «Лучшая порноактриса-стриптизёрша».
В сентябре 2020 года дебютировала в сцене анального секса, снявшись в фильме-шоу Influence студии Tushy. За совместную с Эмили Уиллис сцену анального лесбийского секса Эльза в январе 2021 года была награждена второй за свою карьеру AVN Awards.
Часть своего псевдонима взяла в честь персонажа Эльзы из диснеевского мультфильма «Холодное сердце».
По данным на сентябрь 2022 года, снялась в общем счёте в 709 порнофильмах и сценах.
В ноябре 2021 года объявила о завершении карьеры порноактрисы, чтобы посвятить себя полностью семье и профессии модели, в том числе на  Onlyfans.

## Личная жизнь
Эльза Джин — открытая лесбиянка. Обручена c Холли Лин Рупрехт (англ. Holly Lyn Ruprecht), вице-президентом по маркетингу журнала Playboy.

## Награды и номинации
| Год  | Награда          | Результат | Категория | Фильм                              |
| ---- | ---------------- | --------- | --- | ---------------------------------- |
| 2016 | AVN Award        | Номинация | Награда поклонников: самый горячий новичок                                                                                | н/д                                |
| 2016 | Inked Award      | Номинация | Старлетка года | н/д                                |
| 2016 | Inked Award      | Номинация | Сцена года (вместе с Тони Рибасом)                                                                                        | Stepdad Seduction                  |
| 2016 | NightMoves Award | Номинация | Лучшая новая старлетка | н/д                                |
| 2016 | XBIZ Award       | Номинация | Лучшая новая старлетка | н/д                                |
| 2017 | AVN Award        | Номинация | Лучшая новая старлетка | н/д                                |
| 2017 | AVN Award        | Номинация | Лучшая сцена группового секса (вместе с Айзеей Максвеллом, Джейсоном Брауном, Рэйчел Джеймс, Сидни Коул и Флэшем Брауном) | Interracial Orgies                 |
| 2017 | DVDerotik Award  | Номинация | Исполнительница года | н/д                                |
| 2017 | DVDerotik Award  | Номинация | Лучшая новая старлетка | н/д                                |
| 2017 | Inked Award      | Номинация | Групповая сцена года (вместе с Гейджем Сином и Хлоей Картер)                                                              | All Access POV                     |
| 2017 | XBIZ Award       | Номинация | Исполнительница года | н/д                                |
| 2017 | XBIZ Award       | Победа    | Лучшая сцена секса — виньетка (вместе с Райаном Дриллером)                                                                | All Natural Saints                 |
| 2017 | XBIZ Award       | Номинация | Лучшая сцена секса — только девушки (вместе с Лией Готти)                                                                 | Soft Touch 2                       |
| 2017 | XRCO Award       | Победа    | Новая старлетка года | н/д                                |
| 2018 | AVN Award        | Номинация | Исполнительница года | н/д                                |
| 2018 | AVN Award        | Номинация | Лучшая актриса второго плана                                                                                              | Nerds                              |
| 2018 | AVN Award        | Победа    | Лучшая лесбийская групповая сцена (вместе с Адрией Рэй и Мелиссой Мур)                                                    | Best New Starlets 2017             |
| 2018 | AVN Award        | Номинация | Лучшая сцена триолизма (Д/Д/П) (вместе с Джиной Валентиной и Маркусом Дюпри)                                              | Make It 3                          |
| 2018 | Fleshbot Award   | Номинация | Исполнительница года | н/д                                |
| 2018 | Fleshbot Award   | Номинация | Лучшая лесбийская сцена (вместе с Шарлоттой Стокли)                                                                       | Party Girls                        |
| 2018 | Fleshbot Award   | Победа    | Лучшая персона в социальных медиа                                                                                         | н/д                                |
| 2018 | NightMoves Award | Победа    | Наиболее недооценённая исполнительница (выбор поклонников)                                                                | н/д                                |
| 2018 | NightMoves Award | Номинация | Социальная медиазвезда | н/д                                |
| 2018 | Pornhub Award    | Номинация | Девушка, которой нравятся девушки — лучшая лесбийская исполнительница                                                     | н/д                                |
| 2018 | XBIZ Award       | Номинация | Исполнительница года | н/д                                |
| 2018 | XBIZ Award       | Номинация | Лучшая сцена секса — виньетка (вместе с Аной Фокс и Шоном Майклсом)                                                       | Sun-Lit                            |
| 2018 | XBIZ Award       | Номинация | Лучшая сцена секса — табу (вместе с Джейком Адамсом)                                                                      | Slutty Stepsisters                 |
| 2018 | XBIZ Award       | Номинация | Лучшая сцена секса — только девушки (вместе с Райли Рид)                                                                  | Girls That Like Girls              |
| 2018 | XBIZ Award       | Номинация | Лучшая сцена секса — только секс (вместе с Джеем Смузом)                                                                  | Who’s Banging the Babysitter       |
| 2018 | XCritic Award    | Номинация | Лучшая исполнительница | н/д                                |
| 2018 | XRCO Award       | Номинация | Исполнительница года | н/д                                |
| 2018 | XRCO Award       | Номинация | Оргазмическая оралистка года                                                                                              | н/д                                |
| 2019 | AVN Award        | Номинация | Исполнительница года | н/д                                |
| 2019 | AVN Award        | Номинация | Лучшая актриса второго плана                                                                                              | Talk Derby to Me                   |
| 2019 | ED Award         | Номинация | Новая артистка года | н/д                                |
| 2019 | Fleshbot Award   | Номинация | Исполнительница года | н/д                                |
| 2019 | Fleshbot Award   | Номинация | Лучшая персона в социальных медиа                                                                                         | н/д                                |
| 2019 | NightMoves Award | Номинация | Лучшая исполнительница | н/д                                |
| 2019 | NightMoves Award | Победа    | Лучшая порноактриса-стриптизёрша (выбор поклонников)                                                                      | н/д                                |
| 2019 | Pornhub Award    | Победа    | Самая красивая киска (награда поклонников)                                                                                | н/д                                |
| 2019 | XBIZ Award       | Номинация | Исполнительница года | н/д                                |
| 2019 | XBIZ Award       | Номинация | Лучшая актриса — лесбийский фильм                                                                                         | Becoming Elsa                      |
| 2019 | XBIZ Award       | Номинация | Лучшая сцена секса — только девушки (вместе с Кейси Калверт)                                                              | Beautiful Strangers                |
| 2019 | XBIZ Award       | Номинация | Лучшая сцена секса — только девушки (вместе с Индией Саммер и Шарлоттой Стокли)                                           | Becoming Elsa                      |
| 2019 | XRCO Award       | Номинация | Подростковая мечта года                                                                                                   | н/д                                |
| 2020 | AVN Award        | Номинация | Лучшая сцена секса от первого лица (вместе с Айзеей Максвеллом и Рики Джонсоном)                                          | BBC POV                            |
| 2020 | Fleshbot Award   | Номинация | Исполнительница года | н/д                                |
| 2020 | Pornhub Award    | Номинация | Королева минета — лучшая исполнительница минета                                                                           | н/д                                |
| 2020 | XBIZ Award       | Номинация | Лучшая сцена секса — виньетка (вместе с Маркусом Дюпри)                                                                   | Sex Obsessed                       |
| 2021 | AVN Award        | Номинация | Лучшая анальная сцена (вместе с Оливером Флинном)                                                                         | Elsa Jean Influence                |
| 2021 | AVN Award        | Победа    | Лучшая лесбийская сцена (вместе с Эмили Уиллис)                                                                           | Elsa Jean Influence                |
| 2021 | AVN Award        | Номинация | Лучшая сцена триолизма (Д/Д/П) (вместе с Майклом Вегасом и Пейдж Оуэнс)                                                   | My Sexy Roommate V1 E3             |
| 2021 | Fleshbot Award   | Номинация | Исполнительница года | н/д                                |
| 2021 | Fleshbot Award   | Победа    | Лучшее присутствие на фан-сайте                                                                                           | н/д                                |
| 2021 | Inked Award      | Номинация | Лучший анал | н/д                                |
| 2021 | Inked Award      | Номинация | Сцена года (вместе с Оливером Флинном)                                                                                    | Elsa Jean Influence                |
| 2021 | XBIZ Award       | Номинация | Исполнительница года | н/д                                |
| 2022 | AVN Award        | Номинация | Лучшая анальная сцена (вместе с Оливером Флинном)                                                                         | Blonde Ambition (из Tushy Raw V22) |
| 2022 | AVN Award        | Номинация | Лучшая командная сцена (вместе с Прешером и Принцем Иешуа)                                                                | Team Player (из Blacked Raw V40)   |
| 2022 | Pornhub Award    | Номинация | Лучшая исполнительница минета                                                                                             | н/д                                |
| 2022 | Pornhub Award    | Номинация | Самая горячая задница (награда поклонников)                                                                               | н/д                                |
| 2022 | XBIZ Award       | Номинация | Лучшая сцена секса — гонзо (вместе с Джексом Слейхером)                                                                   | Blacked Raw V43                    |
| 2022 | XRCO Award       | Номинация | Потрясающая аналистка года                                                                                                | н/д                                |

## Избранная фильмография
| - 2015 — 2 Cute 4 Porn 2 - 2015 — Cum Inside Me 2 - 2015 — Cute Little Things - 2015 — I Came Inside My Sister 2 - 2015 — Teasing My Brother - 2016 — Balls Deep In Elsa Jean - 2016 — Barefoot Confidential 91 - 2016 — Black and Blonde 2 - 2016 — Daddy And Me - 2016 — Daddy I’m Bored - 2016 — Daddy’s Little Doll 2 - 2016 — Devil Inside - 2016 — Don’t Break Me 2 - 2016 — Exxxtra Small Chicks Fucking Huge Dicks 18 - 2016 — I Came Inside My Stepdaughter - 2016 — Petite Ballerinas Fucked 3 - 2016 — School Girls Gone Black - 2016 — Sex With My Younger Sister 2 - 2016 — Sisters Share Everything - 2016 — Somebody’s Daughter 6 | - 2016 — Step Sibling Coercion - 2016 — Stepdad Seduction - 2016 — Violation of Elsa Jean - 2016 — Young Girl Auditions - 2017 — Bad Ass Barbies - 2017 — Filling Up the Babysitter - 2017 — Forbidden - 2017 — Interracial Indiscretions - 2017 — It’s a Daddy Thing! 7 - 2017 — Natural Beauties 5 - 2017 —Scandalous - 2017 — She’s In Control 3 - 2017 — Teen Facials 3 - 2017 — Who’s Banging The Babysitter? - 2018 — Becoming Elsa - 2018 — Black Is Better 7 - 2018 — Blondes Do It Better - 2018 — Cock Hungry - 2018 — Small Tittied Sluts - 2018 — Teen Temptations 2 |